# آن زیبایان
«آن زیبایان» (به انگلیسی: The Beautiful Ones) ترانه سوم از آلبوم باران ارغوانی، پرینس و دِ روولوشن است. تولید، تنظیم، تشکیل و اجرا شده توسط پرینس است. این آهنگ در استدیو، «سانست ساوند» در لس آنجلس، توسط «پگی مک» و «دیوید لونارد» در اوایل سپتامبر ۱۹۸۳؛ ضبط شد.